# 克孜勒阿斯卡尔 (楚河区)
克孜勒阿斯卡尔（意为“红军”）是吉尔吉斯斯坦楚河州楚河区下辖的一个村。根据2009年吉尔吉斯共和国人口普查，全村人口为534人。